# Відкритий простір (фільм, 2003)
Відкритий простір (англ. Open Range) — американський вестерн 2003 року.

## Сюжет
Четверо ковбоїв, Бос Спірмен, Чарлі Вейт, здоровань Моуз і 16-річний юнак Баттон, випасають стадо. Після сильного дощу Моуз їде в місто за припасами, але не повертається. Почувши недобре, Бос і Чарлі вирушають за ним. У місті вони дізнаються, що хлопець був побитий людьми з місцевого ранчо, а потім заарештований за вчинення опору. У в'язниці вони стикаються з корумпованим шерифом, який жорстко керує містом, діючи за вказівкою місцевого землевласника Дента Бакстера. Дент погрожує ковбоям, щоб ті забиралися з його земель. Пізніше Дент підсилає своїх людей, які вбивають Моуза. Чарлі і Бос вирушають назад до міста, щоб відновити справедливість.

## У ролях
| Актор           | Роль           |
| --------------- | -------------- |
| Роберт Дюваль   | Босс Спірмен   |
| Кевін Костнер   | Чарлі Вейт     |
| Аннетт Бенінг   | Сью Барлоу     |
| Майкл Гембон    | Дентон Бакстер |
| Майкл Джетер    | Персі          |
| Дієго Луна      | Баттон         |
| Джеймс Руссо    | шериф Пулі     |
| Абрахам Бенрубі | Моуз           |
| Дін МакДермотт  | док Барлоу     |
| Кім Коутс       | Батлер         |